# ورزشگاه المپیک پنوم پن
ورزشگاه المپیک پنوم پن (خمر: ពហុកីឡាដ្ឋានជាតិអូឡាំពិក) یک ورزشگاه چندمنظوره در شهر پنوم‌پن، کامبوج است.
این ورزشگاه که ۱۹۶۴ تاسیس شده دارای ۵۰٬۰۰۰ نفر ظرفیت می‌باشد و ورزشگاه خانگی تیم ملی فوتبال کامبوج محسوب میشود. 